# Cryptandra wilsonii
Cryptandra wilsonii är en brakvedsväxtart som beskrevs av B.L. Rye. Cryptandra wilsonii ingår i släktet Cryptandra och familjen brakvedsväxter. Inga underarter finns listade i Catalogue of Life.